# بست‌نشینی توده‌ها

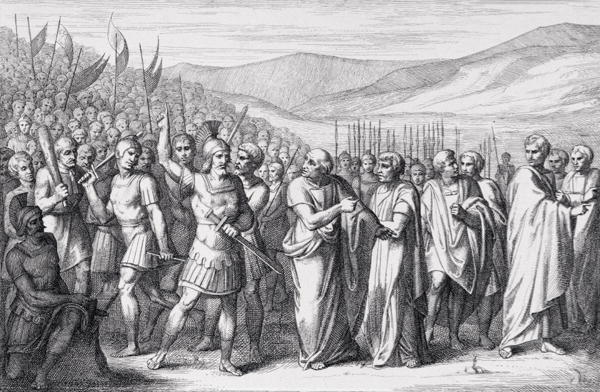
بست‌نشینی توده‌ها به سال ۴۹۳–۴۹۴ ق.م. که به تأسیس کلانتر جدیدی به‌نام تریبون مردم انجامید.

بست‌نشینی توده‌ها (به لاتین: Secessio Plebis) در جمهوری روم یکی از اَشکال مبارزهٔ سیاسی توده‌ها برای کسب حقوق برابر با اشراف میان سده‌های پنجم و سوم قبل از میلاد بود. این بست‌نشینی مشتمل بود بر ترک دسته‌جمعی شهر، چنان‌که تمام امور معیشتی و روزمرهٔ شهر همراه‌با مغازه‌ها تعطیل می‌شد و توده‌ها از خدمت در ارتش، که نیروی اصلی‌اش جمعیت شهری بودند، سر باز می‌زدند.
نخستین بست‌نشینی توده‌ها در ۴۹۴ ق.م. و آخرینشان در ۲۸۷ ق.م. روی داد. در باب تعداد دقیق بست‌نشینی‌ها میان مؤرخان توافق نظر نیست. برخی آن را سه و برخی، از جمله فلوروس، چهار تا می‌دانند که در سال‌های ۴۹۳–۴۹۴، ۴۴۹–۴۵۱، ۴۴۵، ۳۷۱–۳۷۶ روی دادند.

## نخستین بست‌نشینی (۴۹۴ ق. م)

### علل و عوامل
بست‌نشینی سال ۴۹۴ ق.م. را می‌توان شروع جریان موسوم‌به مبارزه قانون‌ها دانست که توده‌ها را در برابر اشراف قرار می‌داد. علل و عواملی که به این بست‌نشینی انجامید به دو دستهٔ حقوقی و نظامی تقسیم می‌شود:
از نظر حقوقی، در نخستین سال‌های جمهوری تمامی مناصب سیاسی در انحصار مهتران بود و توده‌ها را نماینده‌ای نبود و سنا صرفاً از منافع قدرتمندان محافظت می‌کرد. همچنین، قوانین موضوعه به طلب‌کاران اجازه می‌داد بدهکارانِ عاجز از پرداخت دیون را به بردگی بکشانند. در حوزهٔ نظامی، روم درگیر تسلط‌بر ایتالیای مرکزی بود و برای همین کم‌وبیش درگیر جنگ‌های پیاپی با خلق‌های همسایه‌ای چون اکوئیان و ولسکیان و اتروسکان و هرنیکیان بود. برای همین، ارتش روم، که عمدتاً متشکل‌از بَرزگران و افزارمندان بود، دائم در حالت بسیج عمومی به‌سر می‌برد و همین سبب می‌شد سربازان توده‌ای نتوانند به کار و بار و پیشه‌شان برسند. مجموع این عوامل باعث ایجاد وضعیتی تنش‌آلود میان بدهکارانِ برخاسته از توده‌ها و طلب‌کارانِ برخاسته از مهتران و سناتورها شده بود.

### وقوع شورش (۴۹۵ ق. م)
در ۴۹۵ ق.م. و در سال کنسولی آپیوس کلاودیوس و پوبلیوس سرویلیوس، شورشی روی داد که در آن جمعیتی انبوه از بدهکاران بر فروم رم یورش بردند و شکوه کردند که چرا وقتی از پرداخت دیون ناتوانند طلب‌کاران باید ایشان را به بردگی بکشانند؛ ایشان از سنا خواستند بدین مشکل رسیدگی کند. کنسول کلاودیوس به سنا پیشنهاد کرد که بدین اعتراضات توجهی نکند و با خشونت پاسخشان دهد، حال‌آنکه کنسول سرویلیوس مایل به راه‌حل‌های میانه و آشتی با توده‌ها بود.
در حالی‌که در سنا راجع‌به نحوهٔ برخورد با مطالبات بدهکاران بحث می‌کردند، به شهر خبر رسید که ولسکیان (همسایگان جنوبی) سپاهی راست داشته‌اند و به‌سوی روم در حرکتند. طبق معمول، سناتورها خواستند سپاهی فراهم کنند تا با دشمن رویارو شوند، و برای همین فرمان سربازگیری دادند. لیکن توده‌ها، در همبستگی با معترضان بدهکار، فرمان سنا را پاسخ ندادند و گفتند که خود مهتران و اغنیای شهر باید به جنگ بروند. پس سنا کنسول سرویلیوس را، که مردم‌دارتر بود، مأمور کرد با توده‌ها سخن بگوید و ایشان را بر سر عقل بیاورد. سرویلیوس به نشست توده‌ها درآمد و ایشان را چند وعده و وعید داد و، در پایان سخنرانی، یک دستور الزام‌آور به سود توده‌ها صادر کرد که برمبنای آن هیچ رومی نمی‌توانست یک شهروند را در بند و زنجیر یا بازداشت نگاه دارد، و تا وقتی یک سرباز رومی در لشکرگاه یا جبههٔ جنگ است کسی حق ندارد اموالش را غصب نماید یا بفروشد یا فرزندان و نوادگانش را بازداشت کند. پس چون این دستور اعلام شد، توده‌ها به اقوال کنسول اعتماد کردند و فوراً شمار زیادی از بدهکاران پیش آمدند و سوگند نظامی یاد کردند و برای جنگ نام‌نویسی کردند. در جنگی که روی داد، ایشان ولسکیان را شکست دادند و شهر سوئسا پومتیا را گرفتند و سپس سابینان و آورونکیان را نیز مغلوب کردند.
در پایان این نبردها، توده‌ها منتظر وفای کنسول سرویلیوس و سنا به وعده‌هایشان شدند. لیکن کنسول کلاودیوس، هم براثر تکبر فطری‌اش و هم برای آنکه همکارش را بدنام سازد، فرامینی چنان به‌سود طلب‌کاران صادر کرد که بدهکاران تحویل طلب‌کاران سابقشان شدند و حتی برخی‌شان بازداشت شدند. بدهکارانی که بازداشت می‌شدند، دست به دامان کنسول سرویلیوس شدند و او را قول و قرارهایش یاد آوردند و از وی خواستند که مشکلشان را در سنا مطرح کند و مانع اقدامات مستبدانه و خودسرانهٔ همکارش شود. سرویلیوس تحت‌تأثیر محنت توده‌ها واقع شد، لیکن از رویارویی با همکارش، که کل سناتورها و مهتران شهر جانبدارش بودند، ابا داشت و شروع به وسط‌بازی کرد. نتیجه این شد که توده‌ها او را دروغزن داشتند و با او قهر کردند. در این میان، بیم یک جنگ سابینی دیگر می‌رفت و باز سنا دستور به سربازگیری از میان توده‌ها داد اما کسی داوطلب اعزام نشد. کنسول کلاودیوس عوام‌گرایی همکارش را نکوهید و خود به‌تنهایی برای سربازگیری اقدام کرد و، در میان جمعیت معترضان، دستور داد یکی از رهبران شورشیان را دستگیر کنند؛ وقتی لیکتورها آن شورشی را کشان‌کشان می‌بردند، او از توده‌ها تظلم کرد، لیکن کلاودیوس اجازهٔ تظلم نداد و غائله ادامه یافت.
با شروع سال ۴۹۴ ق. م، آئولوس ورگینیوس و تیتوس وتوسیوس به کنسولی رسیدند. با آغاز کنسولی ایشان، توده‌ها در تپه‌های آونتین و ازکوئیلیا نشست‌های شبانه برگزار کردند و خواستار جدایی شدند. سناتورها و کنسولان از آن نشست‌های خودسرانه بسیار نگران شدند و احساس کردند که توده‌ها درصددند یک سنای جداگانه برای خود تشکیل دهند. از سویی، خطر جنگی دوباره با سابینان هم بود. پس سناتورها کنسولان را فرمودند که با تمام سرسختی سربازگیری کنند، چراکه بیکاری توده‌ها را چنین گستاخ کرده‌است. پس چون کنسولان به میان توده‌ها رفتند و بر بالای کرسی خطابه شدند و نام تک‌تک جوانان را برای نام‌نویسی در ارتش خواندند، کسی پاسخشان نداد. کنسولان با سنا مشورت کردند و این‌بار قرار شد یک دیکتاتور نصب کنند. دو نامزد اصلی برای نصب به دیکتاتوری آپیوس کلاودیوس و مانیوس والریوس (برادر پوبلیوس والریوس پوبلیکولا) بودند. کنسولان و سناتورهای کهتر نیک می‌دانستند که توده‌ها از کلاودیوس متنفرند در حالی‌که والریوس برخاسته از خاندان مردم‌دوست والریان است و توده‌ها حرفش را اطاعت می‌کنند و باید در این شرایط حساس، که ولسکیان و اکوئیان و سابینان همزمان مسلحند، منافع جناحی را کنار بگذارند و توده‌ها را بنوازند. پس مانیوس والریوس به کنسولی نصب شد.
مانیوس والریوس با اتکا به اقتدار مطلقه‌اش به‌عنوان دیکتاتور و خوشنامی خاندانش و برادرش و نیز صدور دستوری الزام‌آور همانند آنچه کنسول سرویلیوس داده بود، توانست سربازگیری کند و سپاهی مرکب‌از ده لژیون بسازد: سه لژیون برای هر کنسول و چهار لژیون برای خودش. چون اکوئیان بر اراضی لاتینان، متحدان روم، حمله بردند، دولت روم در پاسخْ کنسول وتوسیوس را روانهٔ جنگ با ایشان کرد که شکستشان داد؛ کنسول ورگینیوس نیز به‌سوی ولسکیان فرستاده شد و شهرشان ولیترای را متصرف شد و قتل‌عامشان کرد؛ دیکتاتور والریوس نیز عازم حرب با سابینان شد و شکستشان داد. پس چون جنگ در سه جبهه را با موفقیت تمام کردند، دیکتاتور والریوس به روم بازگشت و چون قول‌هایش به توده‌ها را فراموش نکرده بود، موضوع بدهکاری توده‌ها را به سنا برد و خواستار رسیدگی سنا به ناتوانی توده‌ها در پرداخت دیونشان و کمک به ایشان شد. لیکن چون سنا به درخواست او ترتیب اثر نداد، از دیکتاتوری استعفا کرد تا توده‌ها او را ــ چنان‌که کنسول سرویلیوس را ــ متهم به دروغزنی نکنند.

### بست‌نشینی در کوه
این‌بار توده‌ها به توصیهٔ فردی به‌نام سیکینیوس به کوه مقدس ــ واقع‌در سه مایلی روم ــ رفتند و بست‌نشستند و لشکرگاهی ساختند. سنا (نمایندهٔ اشراف) ترسید که حالا که اوضاع شهر به حالت تعلیق درآمده مبادا نیرویی خارجی از این وضعیت سوءاستفاده کند و بر شهر حمله ببرد. ایشان صلاح را در آن دیدند که به‌هر قیمت توده‌ها را با خود و با اشراف آشتی دهند و دولت‌شهر را از این تعطیلی به‌درآورند. پس مننیوس آگریپا را، که سخنوری قابل و مورد اقبال توده‌ها بود، بدان کوه فرستادند. مننیوس برای توده‌ها مَثَل زیر را تعریف کرد:
«تصور کنید که تمامی اعضای بدن با همدیگر ناسازگار شوند و هر عضوی برای خودش کار کند و حرف خودش را بزند. آنگاه، دیگر اعضا شکوه می‌کنند که چرا هر مادهٔ غذایی باید مستقیماً به معده‌ای برود که تنها کارش مفت‌خوری از دسترنج بقیهٔ اعضاست. پس اعضای بدن با هم توطئه‌ای می‌چینند: دستان غذایی وارد دهان نمی‌کنند، دهان چیزی را داخل خود نمی‌پذیرد و دندان‌ها نیز غذای دریافتی را نمی‌جَوَند. با این توطئه، معده را با تحمیل گرسنگی منقاد خویش می‌سازند. لیکن براثر این گرسنگی خود اعضا آسیب می‌بینند و کل بدن از کار می‌افتد. آن‌وقت همگان را معلوم می‌شود که مسئولیت معده چندان هم تنبلانه نیست و این عضو همانقدر که غذا دریافت می‌کند، به دیگر اعضا نیز خون می‌رساند که برای زنده و قوی ماندمان ضروریست.»— تیتوس لیویوس، از پیدایش روم، جلد دوم، گفتار ۳۲
پس او با این مَثَل نشان داد که این نارضایتی توده‌ها از سنا و از اشراف چقدر شبیه به نارضایتی اعضای بدن از معده است، و بدین‌سان توده‌ها را آرام کرد. پس از این میانجی‌گری، توده‌ها بدین شرط راضی به بازگشت به روم و آشتی با سنا و اشراف شدند که «کلانترهایی مخصوص به خودشان داشته باشند که در موقع اجحاف و زورگویی کنسولان از منافعشان دفاع کنند، و هیچ‌یک از سناتورها مجاز به تصدی این منصب نباشد.» با پذیرش این شرط از سوی سنا و اشراف، دو تن به‌نام‌های گایوس لیکینوس و لوکیوس آلبینوس به‌عنوان تریبون مردم برگزیده شدند. در حقیقت، تریبون‌های مردم کلانترهایی بودند که از زمان تأسیس منصبشان تا پایان جمهوری روم در ۲۷ ق.م. همواره حامی منافع توده‌ها در برابر زورگویی اشراف و سنا بودند.